# Воля-Жендзінська
Воля-Жендзінська (пол. Wola Rzędzińska) — село в Польщі, у гміні Тарнів Тарновського повіту Малопольського воєводства.
Населення — 5886 осіб (2011).
У 1975-1998 роках село належало до Тарновського воєводства.

## Демографія
Демографічна структура станом на 31 березня 2011 року:
|          | Загалом | Допрацездатний вік | Працездатний вік | Постпрацездатний вік |
| -------- | ------- | ------------------ | ---------------- | -------------------- |
| Чоловіки | 2889    | 654                | 1956             | 279                  |
| Жінки    | 2997    | 621                | 1759             | 617                  |
| Разом    | 5886    | 1275               | 3715             | 896                  |